# Viehhofen
Viehhofen é um município da Áustria, situado no distrito de Zell am See, no estado de Salzburgo. Tem 38,62 km² de área e sua população em 2019 foi estimada em 602 habitantes.